# Agriocnemis exilis
Agriocnemis exilis är en trollsländeart som beskrevs av Selys 1872. Agriocnemis exilis ingår i släktet Agriocnemis och familjen dammflicksländor. IUCN kategoriserar arten globalt som livskraftig. Inga underarter finns listade i Catalogue of Life.